# Žan Košir
Žan Košir (Kranj, Slovenija, 11. travnja 1984.) je slovenski snowboarder. Na Olimpijadi u Sočiju 2014., Žan je osvojio srebro u paralelnom slalomu i broncu u paralelnom veleslalomu.

## Olimpijske igre

### OI 2014. Soči
| Soči 2014. Finale - paralelni slalom | Soči 2014. Finale - paralelni slalom | Soči 2014. Finale - paralelni slalom |
| RANG                                 | Natjecatelj                          |                                      |
| ------------------------------------ | ------------------------------------ | ------------------------------------ |
|                                      | Vic Wild                             |                                      |
|                                      | Žan Košir                            |                                      |
|                                      | Benjamin Karl                        |                                      |

| Soči 2014. Finale - paralelni veleslalom | Soči 2014. Finale - paralelni veleslalom | Soči 2014. Finale - paralelni veleslalom |
| RANG                                     | Natjecatelj                              |                                          |
| ---------------------------------------- | ---------------------------------------- | ---------------------------------------- |
|                                          | Vic Wild                                 |                                          |
|                                          | Nevin Galmarini                          |                                          |
|                                          | Žan Košir                                |                                          |

## Vanjske poveznice
- Službena web stranica Žana Košira